# Синельников Іван Максимович
Іван Максимович Синельников (1741, Бірюцький повіт Воронезької губернії — 29 липня (9 серпня) 1788, Кінбурн) — російський державний та військовий діяч, генерал-майор, намісник Катеринославського намісництва у 1783–1788 роках, співробітник князя Потьомкіна.

## Біографія
Виходець із козацької старшини Острогозького полку, його батько в 1732 році був сотником цього полку. Небіж російського поета Гаврила Державіна.
У 1766 р. Синельникова обрали депутатом від Воронізької шляхти до комісії для складання нового уложення в Москву.
Взяв участь у російсько-турецькій війні 1768—1774 років. Потім брав участь у переслідуванні Пугачова, був Полтавським воєводою, допомагав Олександру Суворову в переселення християн з Криму до Озівського моря. Суворов рекомендував його Потьомкіну як чесного та енергійного працівника.
Ось як описує Синельникова відомий краєзнавець, архієпископ Феодосій Макаревський:
|  | "По уничтоженіи послѣдняго Коша запорожскаго, въ 1775 году, изъ множества запорожцевъ честныхъ и здравомыслящихъ, благо-намѣренныхъ и дальновидныхъ, истый запорожецъ, войсковый старшина Синельниковъ первый сталъ въ ряды русскаго войска и безпрекословно подчинился новому порядку вещей. Военное и гражданское начальство Новороссійскаго края высоко цѣнило въ этомъ случаѣ заслугу Синельникова и въ послѣдующее время всегда пользовалось имъ, какъ лучшимъ дѣятелемъ при введеніи новыхъ порядковъ въ Запорожьѣ." |

У 1776—78 роках — воєвода Слов'янської і Херсонської провінцій.
Потьомкін призначив його начальником комісії з харчування переселенців, потім головним своїм помічником із влаштування Катеринославського намісництва і доручив йому в 1783 році побудувати місто Катеринослав, у якому Синельников і став першим намісником. Сам Синельников отримав великі маєтності на півдні України.
Відома подорож імператриці Катерини II в 1787 р. була здійснена за маршрутом, складеним викликаним до Петербурга Іваном Синельниковим, і при його постійній участі.
З початком російсько-турецької війни 1787—1792 років Іванові Синельникову доручили облаштування флоту та постачання харчів до війська, яке обложило Очаків. Під час цієї облоги він був поранений і незабаром помер.

## Вшанування
Його прізвище носить місто Синельникове, яке утворилося від залізничної станції Синельникове I. Земля, на якій побудували станцію, належала нащадкам Синельникова.
Був близьким другом Василя Капніста. Синельников та його нащадки були посвоячені з кількома старшинськими родами колишньої Гетьманщини, зокрема із Селецькими і Вишневськими.
У селі Садове Білозерського району Херсонської області на початку XX століття йому встановлено пам'ятник на кошти правнучки Софії Миколаївни (Комстадіус).

## Світлини

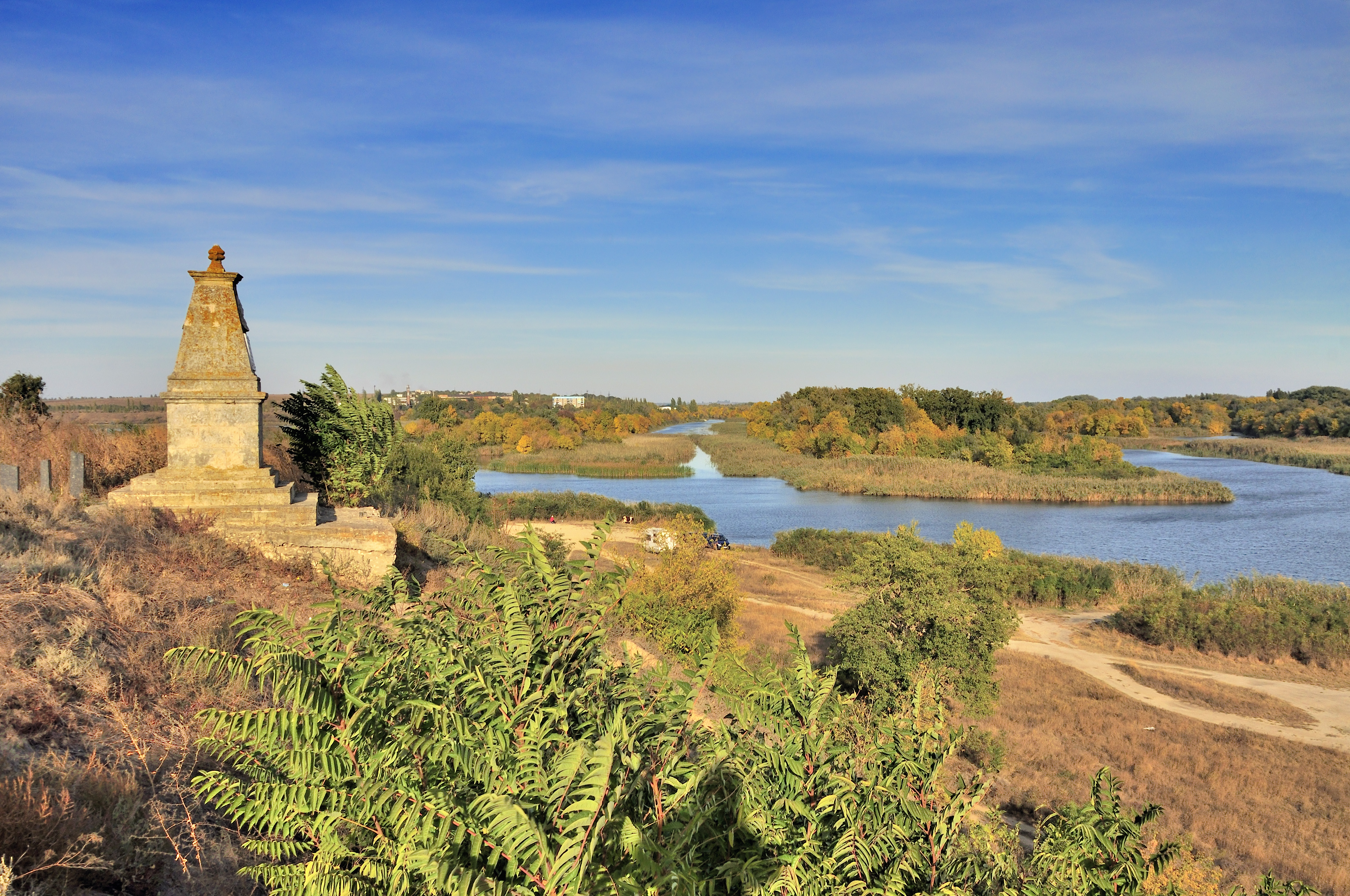
Пам'ятник генералу І. М. Синельникову в селі Садовому
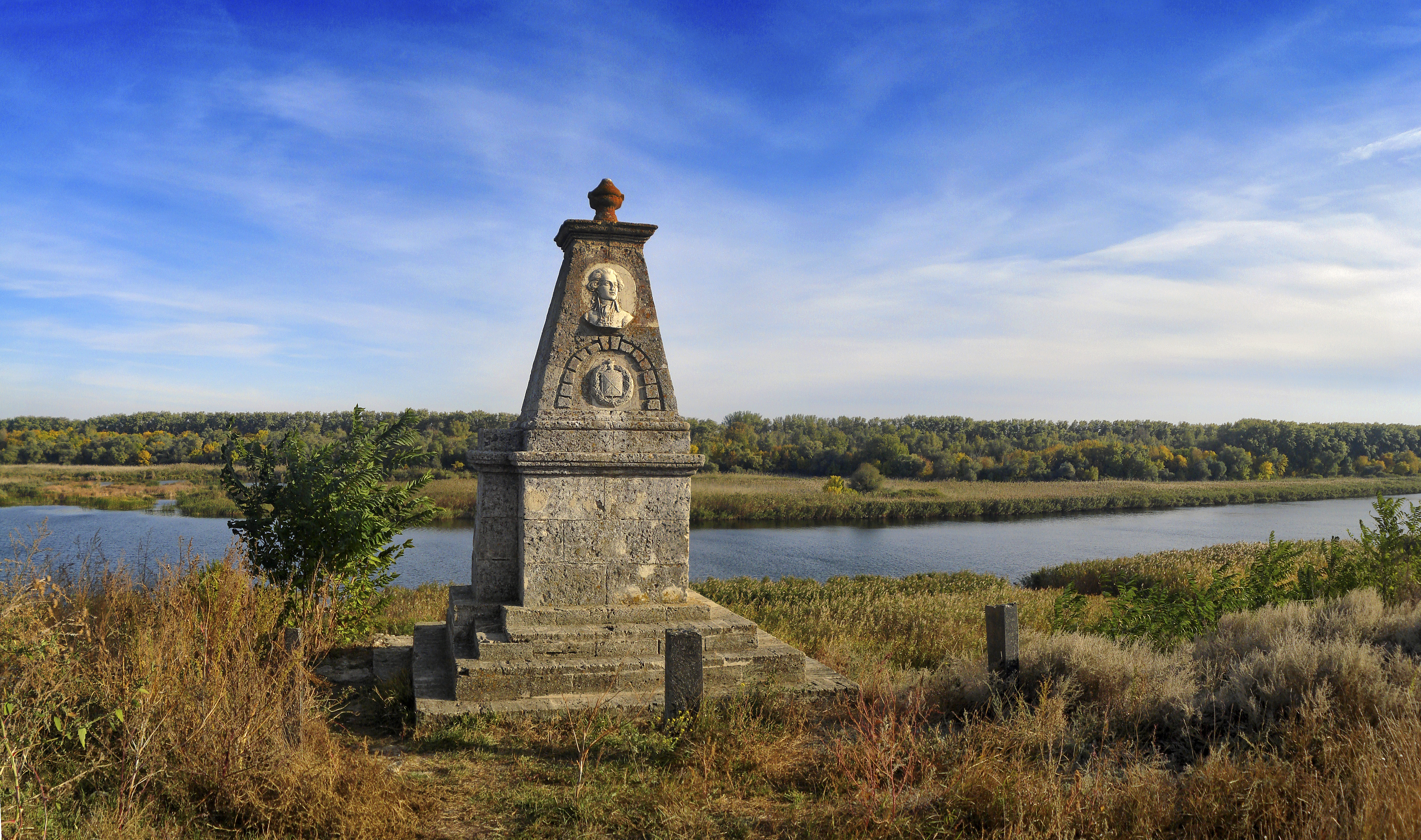
Пам'ятник І. М. Синельникову анфас
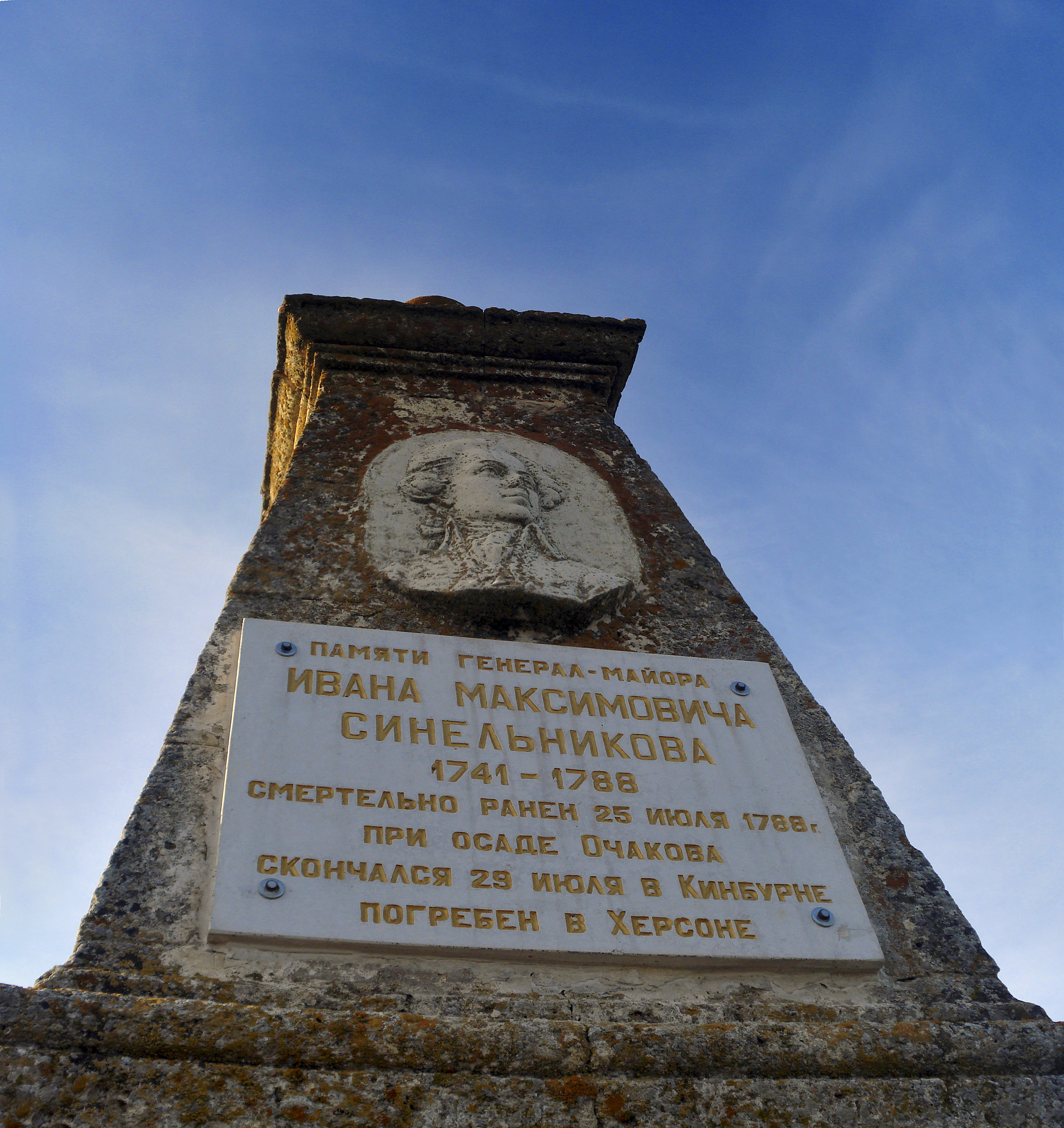
Напис на пам'ятнику
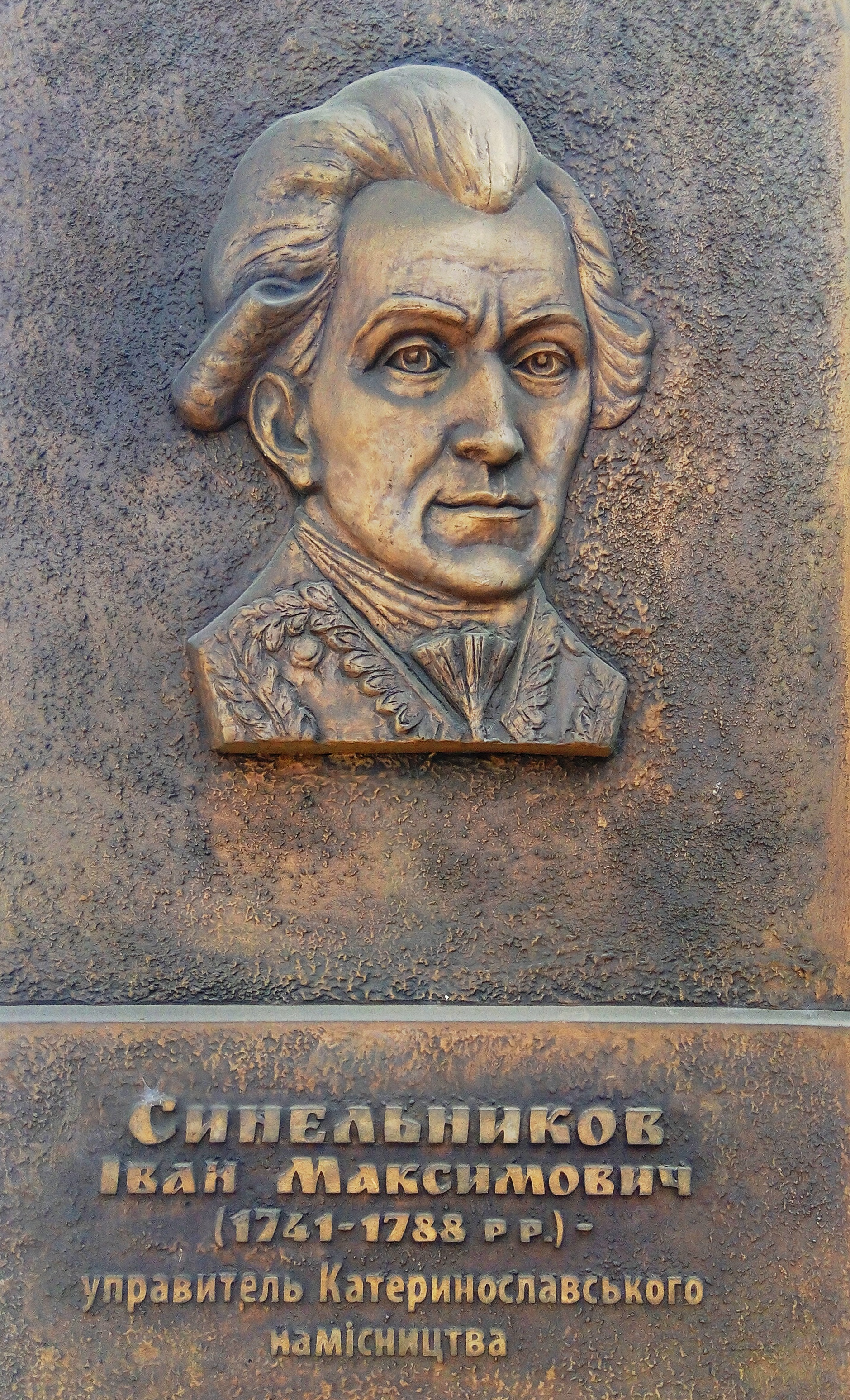
Бронзовий барельєф Івану Синельникову на площі 80-річчя Дніпропетровщини